# Onthophagus hoogstraali
Onthophagus hoogstraali är en skalbaggsart som beskrevs av Saylor 1943. Onthophagus hoogstraali ingår i släktet Onthophagus och familjen bladhorningar. Inga underarter finns listade i Catalogue of Life.